# How beautiful you are
how beautiful you are – drugi cyfrowy singel japońskiej piosenkarki Ayumi Hamasaki, wydany 8 lutego 2012. Singel jako jedyny promuje trzynasty album piosenkarki Party Queen.

## Lista utworów
| Nr | Tytuł                                                 | Muzyka          | Aranżacja   | Czas |
| -- | ----------------------------------------------------- | --------------- | ----------- | ---- |
| 1. | "how beautiful you are (Original mix)"                | Timothy Wellard | Yuta Nakano | 5:00 |
| 2. | "how beautiful you are (Original mix -Instrumental-)" | Timothy Wellard | Yuta Nakano | 5:00 |